# Jamyang Namgyal
Jamyang Namgyal was een koning uit de Namgyal-dynastie van Ladakh. Hij regeerde over Ladakh tot 1616. Zijn voorganger was Tsewang Namgyal en hij werd opgevolgd door Sengge Namgyal.
Tijdens zijn regering werden er verschillende pogingen ondernomen om Ladakh tot de islam te bekeren. Verschillende boeddhistische artefacten werden beschadigd en begin 21e eeuw bestaan er maar weinig gompa's meer uit de tijd voor Jamyangs regering.